# Blutbad von Wassy

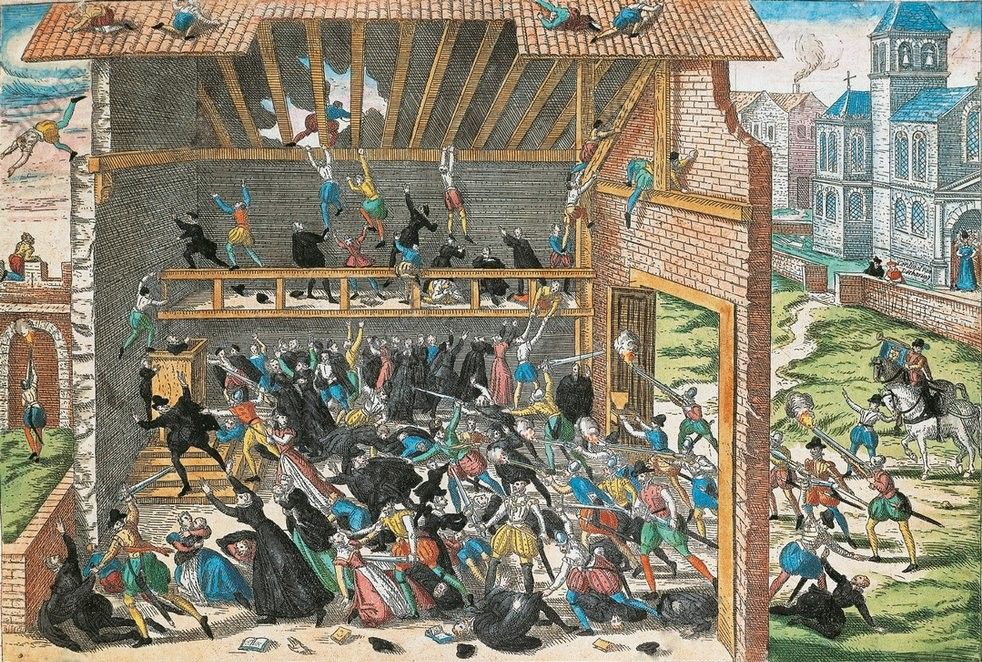
Das Blutbad von Wassy. Kolorierter Kupferstich von Frans Hogenberg.

Blutbad von Wassy (auch „Blutbad von Vassy“; französisch Massacre de Wassy) bezeichnet die Ermordung einer größeren Anzahl von französischen Protestanten („Hugenotten“ genannt) im nordostfranzösischen Ort Wassy am 1. März 1562. Daraufhin brachen die Hugenottenkriege (1562–1598) aus, die mit ihren Folgewirkungen Frankreich für 100 Jahre schwächten.

## Politischer Hintergrund
Die Königinmutter Katharina von Medici übernahm Ende des Jahres 1560 die Regentschaft für ihren minderjährigen Sohn Karl IX. Sie wollte der politischen Macht der Guise Einhalt gebieten, die unter Katharinas ältestem Sohn Franz II. die französische Politik dominiert hatten. Deshalb machte sie, obwohl selbst katholisch, den Hugenotten im Edikt von St. Germain Zugeständnisse: Zuvor waren sie immer verfolgt worden; nun war es ihnen unter anderem erlaubt, Gottesdienste außerhalb der Städte abzuhalten. Die Versammlung von Wassy allerdings war schon wegen ihrer Größe eine gezielte politische Provokation.

## Juristischer Hintergrund
Eine Versammlung von solcher Größe war ungesetzlich und musste aus Sicherheitsgründen von Truppen überwacht werden. Damit beauftragt war der Herzog Franz von Guise, der der verdienstvollste französische Feldherr der damaligen Zeit war. Durch sein Zutun zur Eskalation der Situation bei Wassy, die er entweder provozierte oder aber zuließ, handelte er gezielt gegen die Intentionen der Regentin Katharina von Medici.

## Ablauf der Ereignisse
Der Herzog von Guise traf auf der Durchreise (laut Aussagen von katholischen Kreisen auf der Rückreise von einem Besuch bei seiner Mutter in Joinville, allerdings in Begleitung von zahlreichen Bewaffneten) in Wassy ein, als in einer Scheune ein illegaler Gottesdienst der Hugenotten mit ca. 600 Teilnehmern abgehalten wurde. Über die weiteren Ereignisse gibt es je nach Standpunkt widersprüchliche Angaben:
Die Hugenotten beschreiben ein massives Einschreiten der katholischen Truppen gegen ihren Gottesdienst, das nach ersten Wortwechseln im Feuer und in Attacken auf die Unbewaffneten endete.
Die Katholiken wiederum behaupten, dass sie in der nahegelegenen Kirche die Messe hören wollten und die Hugenotten unbehelligt blieben. Plötzlich sei die Messe durch Rufe von draußen gestört worden. Auch Bitten der Katholiken hätten radikale Hugenotten nicht davon abgehalten, auf dem Vorplatz weiter zu protestieren. Ein Wort gab das andere, es kam zu ersten Rangeleien und sogar Steinwürfen, schließlich zu den Schüssen, die eher in Selbstverteidigung abgefeuert worden seien.
Beide Seiten nutzten dieses Ereignis weidlich propagandistisch aus, um die Intoleranz der Gegenseite möglichst ausgiebig darzustellen. Plausibel könnte aber durchaus sein, dass, egal ob in der Scheune oder vor der Kirche, verbale Streitigkeiten zwischen den verfeindeten Parteien zu einer Eskalation geführt haben, die durch die Verbohrtheit beider Seiten auch nicht mehr gestoppt werden konnte und vermutlich auch irgendwann nicht mehr gestoppt werden sollte.

## Folgen
Infolge jenes „Blutbad von Wassy“ genannten Ereignisses verloren die Guise endgültig alle staatlichen Ämter. Noch im Jahr des Blutbades von Wassy gründeten die Hugenotten mit Unterstützung des französischen Staates in Florida und Rio de Janeiro Kolonien, die jedoch wenige Jahre später von den Spaniern bzw. Portugiesen zerstört wurden. Jean Calvin mahnte in Genf die Hugenotten, weitere Provokationen des französischen Staates zu vermeiden. Die auf das Blutbad folgenden ersten drei Hugenottenkriege 1562/63, 1567/68 und 1568 bis 1570 führten die Katholiken nicht sehr energisch und so erhielten die Hugenotten anschließend relativ günstige Friedensbedingungen.
Herzog Franz von Guise wurde im Jahr 1563 vom Hugenotten Jean de Poltrot aus dem Gefolge von Admiral Coligny ermordet. Der daraufhin ausgeübte Racheanschlag auf Admiral Coligny (1572) artete zur Bartholomäusnacht aus. 